# هم‌پیمایی

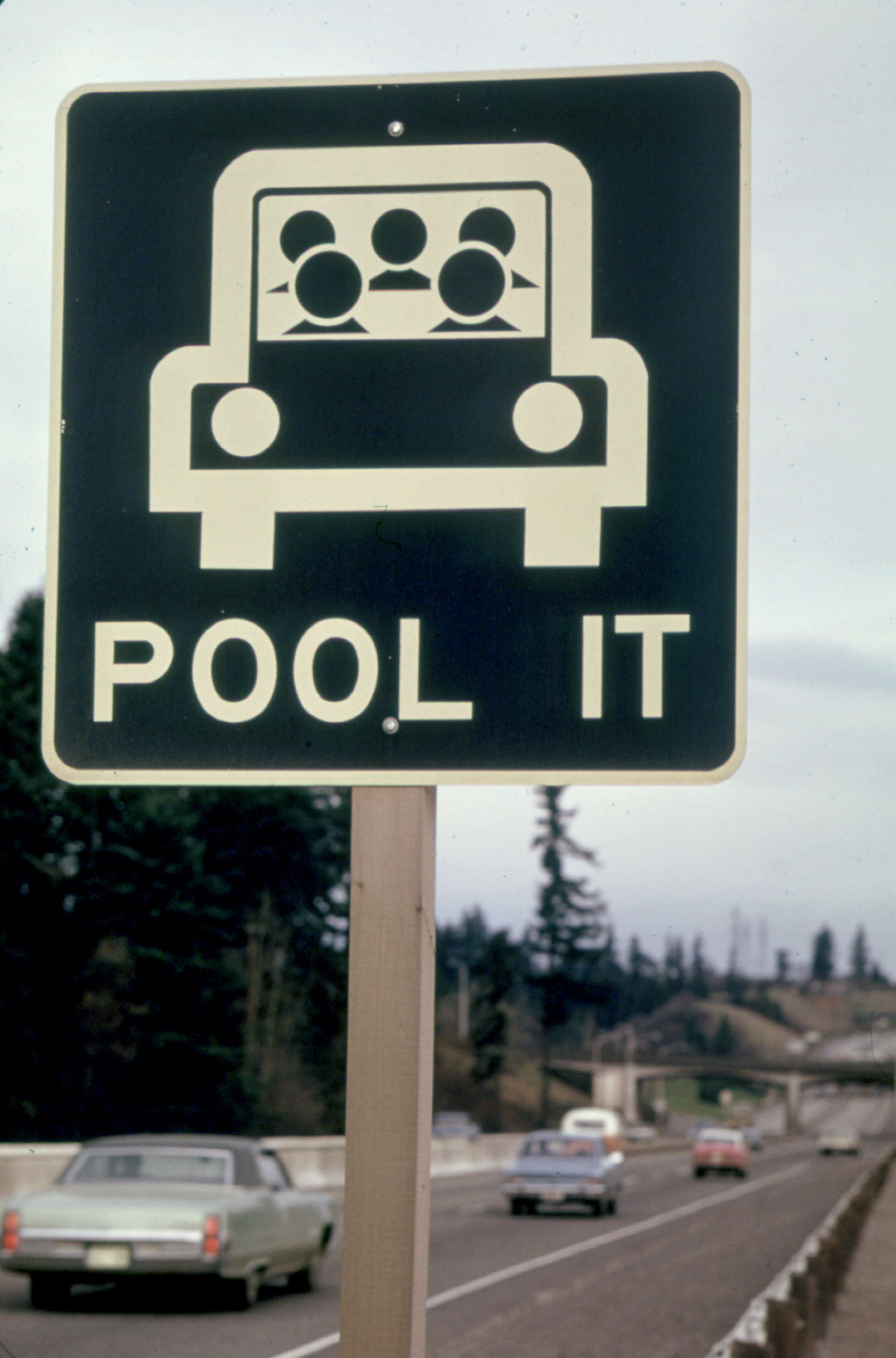
تابلویی در ونکوور واشینگتن که با یادآوری کمبود بنزین در مارس ۱۹۷۴، مردم را به هم‌سفری تشویق می‌کند

هم‌پیمایی، هم‌سفری یا به اشتراک گذاری خودرو (به انگلیسی: carpooling) به امری گفته می‌شود که طی آن مالکین خودرو، صندلی‌های خالی خودروی خود را با مسافران هم مسیر خود به اشتراک می‌گذارند تا از حجم ترافیک، آلودگی هوا و هزینه‌ها بکاهند. هم‌پیمایی اشتراک خودروی سواری شخصی است به‌طوری که بیش از یک نفر بتواند در یک زمان از آن خودرو استفاده کند. این روش یکی از بهترین روش‌ها برای کم کردن تعداد خودروهای تک‌سرنشین در سطح شهر می‌باشد.
در واقع در هم‌پیمایی از هر چهار خودرو، یکی به تردد خود ادامه می‌دهد و سه تای دیگر از چرخه حمل و نقل کنار گذاشته می‌شوند. ایده محوری همپیمایی استفاده حداکثری از ظرفیت خودروهای در حال تردد است و می‌توان آن را یکی از مصادیق مدیریت بهینه و مصرف بهینه برشمرد.
این فرایند، یک عمل اجتماعی محسوب می‌شود و افرادی که اقدام به استفاده از سامانه‌های هم‌پیمایی می‌کنند بیش از آنکه اهداف مالی و اقتصادی را دنبال کنند به دنبال کاهش ترافیک و آلودگی هوا هستند اما بیهوده نیست اگر بگوییم که مزایای مالی همپیمایی آنقدر به صرفه و زیاد است که حتی با انگیزه‌های مالی نیز حرکتی اقتصادی محسوب می‌شود اما فایده جمعی همپیمایی چنان مهم است که حتی هزینه کردن برای آن نیز معقول است. امروزه همپیمایی به صورت همپیمایی رویدادی، همپیمایی سازمانی و همپیمایی عمومی اجرا می‌شود.
هم‌پیمایی در سال ۱۹۷۰ با بحران سوخت در ایالات متحده رواج پیدا کرد و پس از گذر از این بحران، جوامع مختلف به آن علاقه‌مند شدند چرا که مصرف سوخت را تا حد چشمگیری کاهش داد (در مصارف شخصی، همپیمایی مصرف سوخت را می‌تواند تا یک چهارم کاهش دهد).

## مزایا
- کاهش مصرف سوخت
- کاهش هزینه‌های جانبی خودرو
- کاهش میزان تولید آلاینده‌های سوختی
- کاهش حجم ترافیک شهری
- کاهش استرس‌های ناشی از رانندگی
- نیاز کمتر به جای پارک

نخستین مزیت هم‌پیمایی کاهش خودروهای در حال تردد و کاهش مصرف سوخت است که این دو، کاهش ترافیک و کاهش آلودگی هوا را در پی دارند. همچنین به خاطر ارتباطاتی که میان افراد در طی هم‌پیمایی شکل می‌گیرد، هم‌پیمایی یکی از بهترین راه‌های افزایش سرمایه‌های اجتماعی است.

## شیوه کارکرد
هم‌سفری هم می‌تواند در سفرهای بین شهری و هم سفرهای درون‌شهری انجام می‌شود. بدین‌گونه که افرادی که قصد سفر در یک زمان واحد، از یک مبدأ معین به یک مقصد مشترک را دارند، می‌توانند طی توافقی کتبی یا شفاهی، از یک خودروی سواری مشترک استفاده کنند. در سفرهای بین شهری عموماً فردی که صاحب خودرو است تنها رانندگی می‌کند، در عوض افرادی که با او سفر می‌کنند، مخارج خودرو اعم از سوخت و مخارج تعمیرات خودرو را به عهده می‌گیرند.
اما در مسیرهای بین شهری، ۳ یا ۴ نفر از افرادی که در یک محله زندگی می‌کنند و محل کارشان نیز در نزدیکی هم است، توافق می‌کنند هر روز با خودروی شخصی یکی از خودشان به محل کار بروند و بازگردند یا اگر یکی از آن‌ها فاقد خودروی شخصی بود هزینهٔ سوخت را بپردازد.
هم‌پیمایی ابتدا بدون استفاده از اینترنت و به صورت محدود آغاز شد اما با استفاده از پیشرفت‌های فناوری انجام آن بسیار راحت و گسترده شد. امروزه در جهان افراد برای همپیمایی از سامانه‌ها و نرم‌افزارهای مخصوص همپیمایی که در سرتاسر جهان ساخته شده‌اند برای یافتن افراد هم مسیر خود استفاده می‌کنند.

## هم‌سفری افراد یک سازمان
برای هرچه بیشتر کارآمد کردن این روش، برخی سازمان‌های اداری کارمندان خود را تشویق به استفاده از این روش می‌کنند. همین‌طور انجمن‌های دانشجویی نیز می‌توانند خود به عنوان آژانس‌های هماهنگ‌کنندهٔ هم‌سفرها فعالیت کنند.
در برخی کشورها مثل آمریکا، دولت برای تشویق افراد به استفادهٔ اشتراکی از خودروهایشان، اقدام به محدود کردن لاین‌های اتوبان برای ماشین‌های تک سرنشین کرد. بدین صورت که تنها خودروهایی با بیش از دو سرنشین اجازهٔ حرکت در لاین‌های سرعت را داشتند.

## معایب این روش
در صورت عدم امضای قرارداد و توافق‌نامه بین هم‌سفران، ممکن است مشکلاتی مثل عدم پرداخت هزینه‌ها از سوی افراد، توجه نکردن به ساعات رفت‌وآمد و غیره پیش آید. برای حل این معضل توصیه می‌شود حتماً بین تمام هم‌سفران قراردادهایی با ذکر تمامی موارد خطا و مجازات‌هایی که برای فرد خاطی در نظر گرفته شده، امضا شود و تمام هم‌سفران متعهد به انجام موارد توافق‌نامه باشند.
با اینکه موارد گزارش شده از ارتکاب جرم در این روش بسیار نادر بوده، اما این نگرانی در بین خیلی از افراد وجود دارد. بهترین راه برای برطرف کردن این نگرانی‌ها، همسفر شدن با همکاران، همکلاسی‌ها، همسایگان، دوستان و حتی اعضای خانواده‌است. هرچه شناخت افرادی که باهم هم‌سفر می‌شوند از هم بیشتر باشد، احتمال بروز این مشکلات نیز کمتر است.